# ون بيس (مسلسل تلفزيوني)
ون بيس (تترجم حرفيا: القطعة النادرة) هو مسلسل تلفزيوني أنمي ياباني أنتج بواسطة توي أنيميشن والذي عرض لأول مرة على تلفزيون فوجي في أكتوبر 1999. وهو مبني على سلسلة مانغا إييتشيرو أودا التي تحمل نفس الاسم. تتابع القصة مغامرات مونكي دي لوفي، وهو صبي اكتسب جسده خصائص المطاط بعد أكل فاكهة الشيطان عن غير قصد. يستكشف لوفي مع طاقمه المكون من قراصنة، المسمى قراصنة قبعة القش، الخط العظيم بحثًا عن الكنز النهائي في العالم المعروف باسم "ون بيس" من أجل أن يصبح ملك القراصنة التالي.
منذ عرضه الأول في اليابان، بثت أكثر من 1,122 حلقة، وصدرت لاحقًا إلى دول مختلفة حول العالم.

## وصلات خارجية
- ون بيس على موقع IMDb (الإنجليزية)
- ون بيس على موقع نتفليكس (الإنجليزية)
- ون بيس على موقع فيلمافينيتي (الإسبانية)
- ون بيس على موقع كينوبويسك (الروسية)
- ون بيس على موقع ألو سيني (الفرنسية)
- ون بيس على موقع قاعدة بيانات الفيلم (الإنجليزية)
- ون بيس على موقع ANN anime (الإنجليزية)